# Sette canzoni, Op. 17 (Sibelius)
Sette canzoni, Op. 17, è una raccolta di canzoni svedesi e finlandesi per voce solista e pianoforte del compositore finlandese Jean Sibelius. La musica fu scritta tra il 1891 e il 1904.

## Brani
1. Se'n har jag ej frågat mera (Since then I have enquired no further) (Johan Ludvig Runeberg). Terminata nel 1891-92; arrangiata come una canzone con orchestra nel 1903.
2. Sov in! (Go to Sleep!) (Karl August Tavaststjerna). Terminata nel 1891−92.
3. Fågellek (Enticement) (Karl August Tavaststjerna). Terminata nel 1891.
4. Vilse (Astray) (Karl August Tavaststjerna). Prima versione terminata nel 1898, versione finale nel 1902.
5. En slända (Dragonfly) (Oscar Levertin). Terminata nel 1904.
6. Illalle (To Evening) (Aukusti Valdemar Forsman, Cognome finlandese Koskimies). Terminata nel 1898. La poesia fu scritta per la fidanzata e moglie di Koskimies, Ilta Bergroth, il cui nome, Ilta, significa "sera" (Evening).
7. Lastu lainehilla (Driftwood) (Ilmari Calamnius, Cognome finlandese Kianto). Terminata nel 1902. Sibelius ambientò la canzone anche in tedesco, 'Der Span auf der Wellen' (tradotta da Alfred Julius Boruttau (1877-1940)).

### Liriche originali
I testi qui sotto sono su The LiederNet Archive
1. Dans la souffrance in svedese e inglese.
2. Sof in! in svedese e finlandese.
3. Fågellek in svedese.
4. Vilse in svedese e finlandese.
5. Dors, mon enfant chérie in finlandese e inglese.
6. Lastu lainehilla in finlandese e tedesco, 'Der Span auf den Wellen' (trad. di Alfred Julius Boruttau (1877-1940).